# Джордж Джексон Чёрчуорд
Джордж Джексон Чёрчуорд англ. George Jackson Churchward CBE (31 января 1857 – 19 декабря 1933) — английский инженер-железнодорожник, в 1902—1922 годах — главный механик Большой западной железной дороги (GWR).

## Детство
Чёрчуорд родился в Роус-Фарм (Сток-Гэбриел, Девон), где его предки были сквайрами с 1457 года. Старшая линия рода владела Хилл-хаусом, дед Чёрчуорда со стороны отца был младшим сыном главы основной ветви. Джордж Джексон был старшим сыном, имел двух братьев (Джона, род. 1858 и Джеймса, род. 1860) и двух сестёр (Мэри, род. 1863 и Аделину, род. 1870). Его отец, Джордж Чёрчуорд, был фермером, и женился на кузине Аделине Мэри Чёрчуорд, дочери Томаса Чёрчуорда из Пэйнтона, торговца зерном и сидром.
Чёрчуорд учился в начальной школе короля Эдуарда VI в Тотнесе. Фредерик Чёрчуорд, глава семейства, во время школьных каникул организовывал в Хилл-хаусе частные уроки.

## Карьера
Чёрчуорд начал получать инженерное образование в 1871 году у Джона Райта, локомотивного суперинтенданта железных дорог Южного Девона (SDR), Корнуолла и Западного Корнуолла, на заводе SDR в Ньютон-Эбботе. В это время он с соучеником Робертом Невилл-Гренвиллем  построил на основе котла Merryweather & Sons Гренвилльскую паровую карету.
В 1876 году GWR поглотила SDR, и Чёрчуорд перебрался на Суиндонский завод. В 1877 году, закончив обучение, он, работая в чертёжной вместе с сыном Джозефа Армстронга Джо-младшим, разработал вакуумные автотормоза. В  июне 1882 года Чёрчуорд стал инженером-инспектором, полгода спустя — помощником управляющего вагонным заводом Джеймса Холдена. В 1885 году, когда Холден уволился, Чёрчуорд занял его место. Ещё десять лет спустя Чёрчуорд стал помощником управляющего заводом, и вскоре самим управляющим локомотивным заводом, а в 1897 году стал главным ассистентом и преемником Уильяма Дина.
Пробыв старшим помощником 5 лет, в течение которых Дин часто болел и делегировал Чёрчуорду почти всю разработку паровозов, в 1902 году Чёрчуорд занял место Дина и формально на посту суперинтенданта локомотивов. В 1900 году Чёрчуорд стал первым мэром Суиндона.

## На посту главного инженера
В XIX и в начале XX века конкуренция среди железнодорожных компаний была острой. Доходы зависели от скорости поездов, а скорость — от инженерных решений. Чёрчуорд построил для GWR несколько серий передовых паровозов с инновационными разработками. Вполне возможно, что с начала 1900-х до 1920-х годов Большая западная дорога владела лучшими в Англии 2-х и 4-х цилиндровыми паровозами с осевой формулой 2-3-0. Однажды совет директоров GWR сделал довольно строгий запрос Чёрчуорду, почему Лондонская и Северо-западная дорога может построить три паровоза 2-3-0 по цене двух чёрчуордовских «Звёзд», на что Чёрчуорд ответил коротко: «Потому что если сцепить один мой против их двоих, мой перетянет!»
Главным вызовом инженерам GWR были крутые уклоны в Южном Девоне между Эксетером и Плимутом, на важнейшем маршруте дороги. Скорость там была, конечно, важна, как и везде, но важнее — устойчивость и хорошее сцепление с рельсами. Преимуществом GWR, оставшимся и после перевода дороги с широкой брюнелевской колеи на стандартную стефенсоновскую, был габарит широкой колеи, позволявший применять более широкий и высокий подвижной состав.

### Философия разработки
Чёрчуорд придерживался нескольких принципов разработки локомотивов, для вывода которых тщательно изучал как конкурентов в Англии, так и европейские и североамериканские паровозы.
Вслед за бельгийским инженером Бельпером, Чёрчуорд предпочитал котлы большой паропроизводительности и делал прямоугольные топки Бельпера с большой испарительной поверхностью, в которых кипение шло спокойнее, было меньше пены и меньше уноса с паром капель воды в цилиндры. От Уильяма Дина Чёрчуорду достались цилиндрические котлы, но, рассчитав потоки, он скоро ввёл конические, в которых наибольшая поверхность приходилась на самые паропроизводительные места. Чёрчуорд избавился от объёмистого сухопарника, применив подпитку котлов водой из инжекторов в верхнюю часть котла, что снижало механические напряжения в котле.
Чёрчуорд экспериментировал с компаунд-машинами, идея которых пришла из судовых паровых машин и широко использовалась в Европе. Он пришёл к выводу, что по общей мощности компаунд-паровозы не имеют значительного превосходства над машинами однократного расширения, но, производя опыты с европейскими паровозами, он освоил котлы более высокого давления, а на четырёхцилиндровых паровозах стал распределять движущее усилие пар цилиндров на две оси.
Третьим принципом Чёрчуорда было использование золотникового парораспределителя с сечением и ходом в полтора раза больше, чем на любом современном ему английском паровозе. Таким образом достигалась наименьшая потеря давления по пути от котла к цилиндру.
Чёрчуорд убрал поддерживающие оси, чтобы максимизировать сцепной вес для уклонов в Южном Девоне. По английским меркам рано он применил перегретый пар, который был особенно важен для GWR, пользовавшейся высококачественным углём из Южного Уэльса. По примеру североамериканских конструкторов, Чёрчуорд увеличивал поверхности скольжения подшипников, чтобы уменьшить износ.
Благодаря Чёрчуорду в Британии появились некоторые улучшения из французской и североамериканской паровозостроительной практики, в том числе конические котлы и отливки цилиндров заодно с сёдлами золотников. Он выбрал нестандартное для тогдашней Британии внешнее расположение цилиндров на экспресс-паровозах. Он, разумеется, не отказывался и от британских традиций: листовых рам, типично английских кабин.

### Стандарт 1901 года
В 1901 году Чёрчуорд предложил для дороги набор из шести типов локомотивов, собранных на основе немногих стандартных узлов. У всех у них были одинаковые цилиндры диаметром 18 ″ (457 мм) с ходом поршня 30 ″ (762 мм), золотники диаметром 81⁄2 ″ (216 мм), бегунковые и поддерживающие колёса диаметром 3 ф. 3 д. (991 мм). Локомотивы, с незначительными изменениями соответствующие этому стандарту, были в итоге построены.
| Осевая формула | Диаметр движущих колёс  | Длина барабана котла | Длина спарника          | Тип паровозов               | Дата выпуска | Изображение (приблизительно в одном масштабе) |
| -------------- | ----------------------- | -------------------- | ----------------------- | --------------------------- | ------------ | --------------------------------------------- |
| 1-4-0          | 4 ф. 7+1/2 д. (1410 мм) | 15 футов (4,57 м)    | 10 ф. 8+1/2 д. (3,26 м) | 2800 Class                  | 1903         |                                               |
| 2-3-0          | 5 ф. 8 д. (1727 мм)     | 15 футов (4,57 м)    | 10 ф. 8+1/2 д. (3,26 м) | 6800 Grange Class (Коллетт) | 1936         |                                               |
| 2-3-0          | 6 ф. 8+1/2 д. (2045 мм) | 15 футов (4,57 м)    | 10 ф. 8+1/2 д. (3,26 м) | 2900 Saint Class            | 1902         |                                               |
| 1-3-1T         | 5 ф. 8 д. (1727 мм)     | 11 ф. 2 д. (3,40 м)  | 6 ф. 10+1/2 д. (2,10 м) | 5100 Class                  | 1903         |                                               |
| 2-2-1T         | 6 ф. 8+1/2 д. (2045 мм) | 11 ф. 2 д. (3,40 м)  | 6 ф. 10+1/2 д. (2,10 м) | 2221 County Tank Class      | 1905         |                                               |
| 2-2-0          | 6 ф. 8+1/2 д. (2045 мм) | 11 ф. 2 д. (3,40 м)  | 6 ф. 10+1/2 д. (2,10 м) | 3800 County Class           | 1904         |                                               |

### Важнейшие разработки

#### GWR 2-2-0 3700 Class
В сентябре 1902 года Чёрчуорд заменил котёл у паровоза Atbara Class № 3405 «Мориц» на первый котёл с коническим барабаном на GWR. Также в нём была топка Бельпера. Этот котёл был прототипом «стандартного котла № 4». В связи с этим экспериментом появился класс «Города», первым из которого был в марте 1903 года № 3433 «Город Бат» с окончательным вариантом стандартного котла № 4. Этот класс скоро стал знаменит на весь мир, когда в 1904 году «Город Труро» впервые в мире провёл поезд со скоростью 100 миль в час (161 км/ч).

#### Экспериментальные 2-3-0
В 1901 году, ещё будучи формально помощником Дина, Чёрчуорд получил одобрение от совета директоров на постройку двух паровозов 2-3-0.
№ 100 был построен в феврале 1902 года и назван «Дин» (позднее «Уильям Дин») в июне 1902 года в память об отставке главного инженера. У него был цилиндрический котёл на давление 200 фунтов на кв. дюйм (1,38 МПа), с топкой Бельпера и без сухопарника, с внешними цилиндрами диаметром 19 ″ (483 мм) с ходом поршня 30 ″ (762 мм).. Золотники приводились в действие оригинальным механизмом с качающимися рычагами от кулисы механизма Стефенсона, применявшимся только на этом паровозе
Паровоз № 98 вышел в марте 1903 года и отличался коническим котлом, иным парораспределительным механизмом, переработанными цилиндрами и укороченной базой. Диаметр золотников на нём был увеличен с 61⁄2 дюймов (165 мм) до 10 дюймов (254 мм).
Паровоз № 171 вышел в декабре 1903 года с теми же доработками, что и № 98, но с увеличенным до 225 фунтов на кв. дюйм (1,55 МПа) давлением в котле и небольшими изменениями в нагревательных поверхностях и колосниковой решётке. В октябре 1904 года его переделали из 2-3-0 в 2-2-1 для сравнения с производительностью французского компаунд-паровоза де Гленн. В июле 1907 года паровозу вернули первоначальную осевую формулу. С 1904 года он носил имя «Альбион», в 1910-м был оснащён котлом перегретого пара.

#### Эксперименты с французскими паровозами
Сравнение
Сменив Дина на посту главного инженера, Чёрчуорд получил одобрение совета директоров GWR на покупку трёх французских четырёхцилиндровых компаунд-паровозов де-Гленн-дю-Бускет для исследования преимуществ компаундирования. Первый паровоз (№ 102 «Франция»), однотипный с 3001 class железной дороги Париж—Орлеанs и построенный на заводе Société Alsacienne de Constructions Mécaniques прибыл в 1903 году, № 103 и 104 — в 1905-м. У них было по два цилиндра высокого давления внутри рамы и два, низкого давления, — снаружи.
Паровозы были оснащены стандартной на GWR дымовой трубой, обычным для дороги тендером, и номера нанесены, как обычно, на боках кабины. Сначала паровозы прошли опытную эксплуатацию «как есть», и после сбора отзывов от локомотивных бригад, были переделаны для испытания интересовавших Чёрчуорда параметров. На 1926 год эти три паровоза базировались в оксфордском депо. В действии компаундирование не показало существенных преимуществ ни в тяговых характеристиках, ни в экономичности по сравнению с чёрчуордовским прототипом 2-3-0 № 171 «Альбион», который специально для корректного сравнения с французскими паровозами был переделан в 2-2-1. Ещё 13 паровозов класса «Святой» также были построены как 2-2-1.

#### GWR 2-3-0 2900 «Святые»
Опытный паровоз 2-3-0 № 171 сьал основой для серийных GWR 2900 Saint Class, которые вышли четырьмя слегка различающимися в размерах сериями в 1905—1913 годах. Внутри серий были также отличия по типу котла, осевой формуле (Чёрчуорд не мог окончательно решить между 2-2-1 и 2-3-0) и типу пароперегревателя.
Эти локомотивы хорошо зарекомендовали себя в работе с пассажирскими поездами дальнего следования, кроме самых скоростных, и были вытеснены в конце 20-х и в 30-х годах паровозами Castle Class. Диаметр движущих колёс 6 ф. 8+1/2 д. (2045 мм) не позволял использовать их с товарными поездами, поэтому для товарных экспрессов в 1919 году Чёрчуорд разработал 1-4-0 паровозы GWR 4700 Class с диаметром движущих колёс 5 ф. 8 д. (1727 мм). Преемник Чёрчуорда Коллетт счёт «Святых» с уменьшенными колёсами хорошей основой для класса грузопассажирских локомотивов и переделал № 2925 «Св. Мартин» на колёса диаметром 6 футов (1829 мм) в качестве прототипа своего чрезвычайно успешного типа «Холлов», а чёрчуордовский 2900 class стал, таким образом, родоначальником более поздних 2-цилиндровых 2-3-0: «Модифицированных Холлов», «Грейнджей», «Маноров» и «Графств».
Этот тип паровозов включил несколько прорывных решений, которые повлияли на конструкцию британских паровозов в следующие полвека. Согласно The Great Western Society, «Святые… представляли один из наиболее важных вех в истории железнодорожной тяги XX столетия… <и> …признаны оказавшими глубокое влияние на практически все аспекты последующего паровозостроения».

#### Стандартные паровозы
«Святые» и производные от них составляли лишь часть общего замысла Чёрчуорда. На основе ограниченного ассортимента стандартных узлов: котлов, цилиндров, колёс и парораспределительных механизмов — он запланировал снабдить дорогу рядом паровозов, пригодных для вождения пассажирских экспрессов, грузопассажирских, тяжеловесных товарных и пригородных поездов в тендерном и танковом исполнении. Часть этих замыслов он реализовал незамедлительно. По мере необходимости, Чёрчуорд расширял модельный ряд, введя 4300 «Могол» и 4700 class для товарных экспрессов. При этом грузопассажирский паровоз по замыслу Чёрчуорда ожидал реализации до 1936 года, когда уже Коллетт создал «Грейнджи».

#### GWR 2-3-0 4000 Class
4000 («Звёзды») — это четырёхцилиндровые пассажирские 2-3-0 паровозы, вышедшие в начале 1907 года. Прототип был построен в мае 1906-го с осевой формулой 2-2-1 под названием «Атлантик» и позднее был переделан в 2-3-0. В конструкцию его были внесены результаты опыта эксплуатации «Святых» и де-Гленнов. Эти паровозы оказались очень успешными и водили самые тяжёлые экспрессы дальнего следования со скоростями до 90 миль/ч (145 км/ч). Они определили принципы конструкции 4-цилиндровых паровозов GWR на следующую четверть века.

#### «Большой Медведь»
GWR 111 The Great Bear — первый паровоз с осевой формулой 2-3-1 (Pacific) на железных дорогах Великобритании, единственный паровоз с этой осевой формулой, когда-либо построенный GWR, и крупнейшая неудача Чёрчуорда. Коммерческих причин для постройки такого паровоза не существовало, поэтому его считают обычно экспериментом Чёрчуорда в попытке заглянуть в то будущее, в котором веса поездов возрастут свыше возможностей «Звёзд». Это была увеличенная «Звезда» с более крупным котлом и площадью топки 182 фут² (16,9 м2), что на 17,5 % больше, чем у «Звёзд», и пароперегревателем типа «Суиндон № 1». Под увеличенной топкой и понадобилась поддерживающая ось.
Вес и нагрузка на ось в 20 т ограничивали действие этого паровоза главным ходом между Паддингтоном и Бристолем, водил его машинист Паддингтонского депо Томас Блэколл (ранее работавший в депо Астон-Тирролд в Оксфордшире). Несмотря на доработки, в практической службе паровоз показал себя ненамного лучше существующих паровозов. Великолепные характеристики «Звёзд» и наступление Первой Мировой войны заставили отказаться от дальнейших экспериментов, не обещающих существенных улучшений.
Несмотря на всё сказанное выше, «Большой Медведь» считался флагманом паровозного парка GWR вплоть до отставки Чёрчуорда в 1922 году. После появления в 1923-м паровоза 4073 «Замок Кэрфилли», имевшего большее тяговое усилие, «Медведь» стал больше посмешищем, чем флагманом. В январе 1924 года он затребовал капитального ремонта, в результате чего преемник Чёрчуорда Коллетт списал и переделал его в 2-3-0 «Замок» под именем «Виконт Черчилль».

### Наследие
В 1922 году Чёрчуорд вышел на пенсию, оставив своему преемнику Чарльзу Коллетту набор превосходных стандартных паровозов, которые оказывали влияние на британское паровозостроение до конца эпохи пара. Важные типы паровозов, построенные LMS и даже British Railways полвека спустя несут явные следы происхождения от чёрчурдовских. LMS Stanier Class 5 2-3-0 и BR standard class 5 — развитие «Святых», которые восходят к 1902 году.
BR Western Region class 47 № D1664 (затем 47079) носил имя «Джордж Джексон Чёрчуорд» с февраля 1965 года до октября 1987-го.

## Смерть
Даже выйдя на пенсию в 1922 году, Чёрчуорд продолжал жить в принадлежащем GWR доме в Суиндоне близ железной дороги и сохранял интерес к делам компании. Он никогда не был женат. 19 декабря 1933 года, будучи уже подслеповатым и тугоухим, Чёрчуорд осматривал плохо подбитую шпалу на главном ходу по направлению из Лондона, и был сбит экспрессом «Паддингтон—Фишгард» с паровозом № 4085 «Замок Беркли». Этот паровоз типа «Замки» был построен Коллеттом в развитие чёрчуордовских «Звёзд».
В завещании, составленном 4 октября 1933 года, Чёрчуорд оставил различные небольшие суммы двум близким друзьям и домашним слугам (садовнику, экономке, горничным, помощнику садовника). Своему шофёру он оставил 4000 фунтов и два токарных станка с инструментами и приспособлениями, ружья, автомобили, удочки и другие снасти, а также одежду. Основную часть состояния в 60 000 фунтов и недвижимость он разделил поровну между своими сёстрами Мэри и Аделиной.
Чёрчуорд похоронен на кладбище при Церкви Христа в Старом Городе Суиндона. Мраморное полированное надгробие с мраморным же бордюром признано объектом культурного наследия в 1986 году.
Домашняя площадка футбольной команды в Сток-Гэбриеле, где Чёрчуорд родился, названа в его честь.